# Ethan Wheatley
Ethan Joseph Wheatley (ur. 20 stycznia 2006 w Stockport) – angielski piłkarz, występujący na pozycji napastnika w Northampton Town, do którego jest wypożyczony z Manchesteru United.

## Kariera klubowa
Wheatley dołączył do akademii Manchesteru United w wieku 9 lat. W seniorskiej piłce zadebiutował 24 kwietnia 2024 roku w wygranym 4:2 meczu przeciwko Sheffield United, zmieniając w 90 minucie spotkania Rasmusa Højlunda.
25 stycznia 2025 roku został wypożyczony do Walsall.
1 sierpnia 2025 roku udał się na roczne wypożyczenie do Northampton Town.

## Kariera reprezentacyjna
W 2025 roku został powołany do reprezentacji Anglii U-19 na Mistrzostwa Europy U-19 w Rumunii, gdzie rozegrał trzy mecze i zdobył dwie bramki.

## Statystyki
(aktualne na dzień 1 sierpnia 2025)
| Klub                    | Sezon              | Liga               | Liga  | Liga   | Puchar Anglii | Puchar Anglii | Puchar ligi | Puchar ligi | Europa | Europa | Inne  | Inne   | Suma  | Suma   |
| Klub                    | Sezon              | Liga               | Mecze | Bramki | Mecze         | Bramki        | Mecze       | Bramki      | Mecze  | Bramki | Mecze | Bramki | Mecze | Bramki |
| ----------------------- | ------------------ | ------------------ | ----- | ------ | ------------- | ------------- | ----------- | ----------- | ------ | ------ | ----- | ------ | ----- | ------ |
| Manchester United       | 2023/24            | Premier League     | 3     | 0      | 0             | 0             | 0           | 0           | 0      | 0      | –     | –      | 3     | 0      |
| Manchester United       | 2024/25            | Premier League     | 0     | 0      | 0             | 0             | 1           | 0           | 0      | 0      | 0     | 0      | 1     | 0      |
| Walsall (wyp.)          | 2024/25            | League Two         | 4     | 0      | 0             | 0             | 0           | 0           | –      | –      | 0     | 0      | 4     | 0      |
| Northampton Town (wyp.) | 2025/26            | League One         | 0     | 0      | 0             | 0             | 0           | 0           | –      | –      | –     | –      | 0     | 0      |
| Ogólnie w karierze      | Ogólnie w karierze | Ogólnie w karierze | 7     | 0      | 0             | 0             | 1           | 0           | 0      | 0      | 0     | 0      | 8     | 0      |